# Петан, Ник
Николя «Ник» Петан (англ. Nicolas Petan; род. 22 марта 1995, Делта, Британская Колумбия) — канадский хоккеист, центральный нападающий клуба «Амбри-Пиотта», выступающего в Швейцарской национальной лиге.

## Карьера

### Клубная
На юниорском уровне играл за команду «Портленд Уинтерхокс»; по итогам сезона 2012/13 он не был включён в Первую команду звёзд WHL и был лидером лиги по количеств очков и результативных передач, заработав 120 очков (46+74).
На Драфте НХЛ 2013 года был выбран во 2-м раунде под общим 43-м номером клубом «Виннипег Джетс». В декабре 2013 года подписал с командой трёхлетний контракт новичка, но продолжил карьеру в «Портленд Уинтерхокс», где играл до окончания сезона 2014/2015. Дебютировал в НХЛ 8 октября 2015 года в матче с «Бостон Брюинз», который «Джетс» выиграли со счётом 6:2; в этом же матче Петан забросил свою первую шайбу в НХЛ. Он был переведён в фарм-клуб «Джетс» «Манитоба Мус», в котором он продолжил свою карьеру, совмещая игры за фарм-клуб и вызываясь в НХЛ.
1 августа 2018 года подписал с «Джетс» новый однолетний контракт. 25 февраля 2019 года он был обменян в «Торонто Мейпл Лифс» на Пера Линдхольма, с новым клубом он подписал 21 марта двухлетний контракт.
28 июля 2021 года подписал однолетний контракт с «Ванкувер Кэнакс».
По окончании сезона, став свободным агентом, 13 июля 2022 года подписал двухлетний контракт с клубом «Миннесота Уайлд».

### Международная
В молодёжной сборной играл на МЧМ-2014 и МЧМ-2015, став в 2015 году чемпионом мира. На победном для канадцев турнире, он заработал 11 очков (4+7), став одним из лучших бомбардиров турнира.